# Sei ricco, Coniglio
Sei ricco, Coniglio (Rabbit Is Rich) è un romanzo di John Updike del 1981. Il romanzo vede come protagonista Harry Angstrom, detto "Coniglio", già apparso nei romanzi Corri, Coniglio (1960) e Il ritorno di Coniglio (1971) e, successivamente, in Riposa Coniglio (1990).

## Trama
Questo terzo romanzo della serie del "Coniglio" di Updike esamina la vita di Harry "Coniglio" Angstrom, un tempo stella del basket del liceo, che ha ormai raggiunto una panciuta mezza età senza trasferirsi da Brewer, Pennsylvania, la povera città immaginaria in cui è nato. L’America alla fine degli anni settanta è in un periodo di inflazione galoppante e fiducia molto bassa, ma Harry si sente in gran forma e finalmente pronto a godersi la vita. Harry e Janice, sua moglie da 23 anni, vivono comodamente, avendo ereditato la concessionaria Toyota del defunto padre. Harry e Janice sono ora diventati membri di un country club appena fondato dove si riuniscono i nuovi ricchi della città. Lì gioca a golf e si innamora della moglie di un altro membro del club. Dato che ha guadagnato soldi, Harry decide finalmente di acquistare la propria casa che corrisponde alla sua nuova elevata posizione sociale. Nonostante ciò, i problemi persistenti di Harry (il bere di sua moglie, i piani del figlio problematico, la sua inquieta libido e gli spettri del suo passato) complicano la vita. Harry ha raggiunto uno stile di vita opulento che avrebbe messo in imbarazzo i suoi genitori della classe operaia e pur non essendo avido, non è nemmeno mai del tutto soddisfatto. Harry è innamorato della giovane moglie di un amico del country club ed è preoccupato per suo figlio Nelson, indeciso studente alla Kent State University. In tutto il libro, Harry si chiede inoltre se la sua ex amante, Ruth, abbia mai dato alla luce la loro figlia illegittima. Nel finale, tre coppie di sposi amici, fra cui gli stessi Harry e Janice, trascorrono un fine settimana alle Antille, dove una notte avviene uno scambio concordato di partner. Il giorno successivo, Harry e sua moglie ricevono la notizia della nascita della nipote e della fuga del figlio poco prima del parto, avvenimento che porterà Harry e Janice a rientrare in fretta a casa.

## Riconoscimenti
Nel 1982 il romanzo vinse sia il National Book Award per la narrativa che il Premio Pulitzer per la narrativa.

## Edizioni
- John Updike, Sei ricco, Coniglio, traduzione di Stefania Bertola, Einaudi, 2014.